# Sarín (distrito)
Sarín é um distrito do Peru, departamento de La Libertad, localizada na província de Sánchez Carrión.

## Transporte
O distrito de Sarín não é servido pelo sistema de estradas terrestres do Peru.